# Mir iz Nystada
Mir v Nystadu  je 10. septembra 1721 končal veliko severno vojno med Švedsko in Rusijo.
Rusko stran sta zastopala tajni svetnik Heinrich Johann Friedrich Ostermann in grof Jacob Daniel Bruce, švedsko pa grof Johann von Lilienstedt in baron Otto Reinhold Strömfelt. Kraj pogajanj je bilo mestece Nystad (finsko Uusikaupunki) na zahodu Finske.

## Določbe sporazuma
Pogodba je bila sestavljena iz preambule in 24 členov. Po tem je morala Švedska province Livonija, Estonija in Ingrija ter del Karelije odstopiti Rusiji. Rusija je s tem dobila neoviran dostop do Baltskega morja.
V zameno je Rusija zapustila zasedena ozemlja švedske Finske in se zavezala, da bo plačala odškodnino v višini dveh milijonov rajhstalerjev. Poleg tega je Švedska dobila pravico "za vedno" brezplačno kupovati žito v Rigi, Revalu in Arensburgu v vrednosti 50.000 rubljev letno, z izjemo slabih letin.

## Posledice
Medtem ko je Rusija z osvojitvijo ozemelj v baltskih državah postala glavna evropska sila, je Švedska izgubila položaj severnoevropske velesila, ki ga je imela od konca tridesetletne vojne.

## Spletne povezave
- Besedilo mirovne pogodbe iz Nystada
- Besedilo pogodbe na spletu Inštituta za evropsko zgodovino Mainz